# Байруш
Байруш (порт. Bairros)  —  район (фрегезия) в Португалии,  входит в округ Авейру. Является составной частью муниципалитета  Каштелу-де-Пайва. По старому административному делению входил в провинцию Дору-Литорал. Входит в экономико-статистический  субрегион Тамега, который входит в Северный регион. Население составляет 1853 человека. Занимает площадь 8,49 км².